# Morphopsis milnei
Morphopsis milnei är en fjärilsart som beskrevs av Rothschild 1916. Morphopsis milnei ingår i släktet Morphopsis och familjen praktfjärilar. Inga underarter finns listade i Catalogue of Life.